# متحف قبادلي للتاريخ و الإتنوغرافية
متحف قبادلي للتاريخي والإتنوغرافية (بالأذرية: Qubadlı Tarix və Diyarşünaslıq Muzeyi) - هو متحف كان موجود منذ عام 1980 إلى 1993 في مقاطعة قبادلي لجمهورية أذربيجان، ودخل إلى قائمة المتاحف المحتلة وأحد أهم المتاحف غني بالمعارض ذات طابع فني وتاريخي.

## تاريخ المتحف
تم إنشاء متحف قبادلي للتاريخي والإتنوغرافية في 1968، كان مدير المتحف مماد قلاييف منذ 1980 إلى 1992. من 1992 يشغل هذا المنصب واجيف بباييف.
إحتلت مقاطعة قبادلي من قبل المحتلون الأرمن في 31 أغستس عام 1993. بقيت معارض المتحف في منطقة الإحتلال وتم نهبها بعنف من قبل المحتلون الأرمن. بعد إحتلال استأنف عمله في دار الثقافة «28 مايو» في مدينة سومغايت في 1988.

## المعارض
تم تسجيل المعروضات الموجودة في المتحف في كتاب مختوم ومرقّم من قبل وزارة الثقافة.
كانت تكون أغلبية المعارض من أواني خشبية ونحاسية وأدوات العمل والقتال القديمة التي تم العثور عليها من الحفر المختلفة وصدفة.
تم الحفاظ في المتحف أكثر من 5 ألأف المعرض من فترة حتى إحتلال إلى عام 1993.